# Alden K. Sibley
Alden Kingsland Sibley (* 3. Januar 1911 in Tuscaloosa, Tuscaloosa County, Alabama; † 18. Januar 1999 in Brownfield, Oxford County, Maine) war ein US-amerikanischer Generalmajor der US Army.

## Leben

### Ausbildung zum Armeeoffizier und Ingenieur
Sibley, Sohn eines Professors für Maschinenbau, absolvierte nach dem Schulbesuch die US Military Academy (USMA) in West Point und wurde nach deren Abschluss Offizier im US Army Corps of Engineers (USACE). Die US Military Academy schloss er als Achter von 347 Absolventen seines Jahrgangs ab. Mit Unterstützung durch ein Rhodes-Stipendium absolvierte er ein Studium in den Fächern Theoretische Physik und Nuklearphysik am Magdalen College der Magdalen College, das er mit einem Bachelor of Science (B.S.) beendete, und unternahm in dieser Zeit 1935 eine weltweite Forschungsreise zur Messung und Erforschung von kosmischer Strahlung.
Nach seiner Rückkehr in die USA wurde Sibley 1936 Chef des 1. Bataillon des 5. Ingenieurregiments in Fort Belvoir und schloss zugleich 1936 ein Studium an der US Army Engineer School ab. Daraufhin war er zwischen 1937 und 1938 Aide-de-camp von US-Präsident Franklin D. Roosevelt im Weißen Haus sowie im Anschluss erst Ausführender Offizier (Executive Officer) beim Bau des Conchas-Damm im San Miguel County in New Mexico, danach Chef der Bauinspektion bei der Errichtung des John-Martin-Damm im Bent County in Colorado sowie zuletzt Ausführender Offizier für das Kanal- und Kraftwerkprojekt am Sankt-Lorenz-Strom in Massena im New Yorker St. Lawrence County.

### Zweiter Weltkrieg
Nach dem Eintritt der Vereinigten Staaten in den Zweiten Weltkrieg am 8. Dezember 1941 wurde Sibley Chefingenieur der US-Militärmission in Nordafrika und übernahm nach seiner Ankunft in Ägypten im Januar 1942 auch die Funktion als Bezirksingenieur im Nordafrikanischen Ingenieurbezirk. Im Anschluss folgte eine Verwendung als Stabsoffizier für Logistik (G4) sowie danach als stellvertretender Chef des Stabes der Operationseinheiten für den Kriegsschauplatz im Mittleren Osten (Middle East Theater of Operations), ehe er Kommandeur des Basiskommando für Eritrea in Asmara und zum Oberst befördert wurde.
1943 wurde Sibley Kommandeur des Heereskontingents bei der Vereinigten Britisch-Amerikanischen Gruppe für die Planung militärischer Operationen für den Kriegsschauplatz im Mittleren Osten und war später 1943 Kommandeur des Basiskommandos für Nordafrika in Tripolis. Im November 1943 wurde er nach London versetzt, wo er Executive Officer beim Vize-Chef des Stabes und G4 für die Operationen auf dem Kriegsschauplatz in Europa (European Theater of Operations) wurde. Anfang 1944 wurde er zum Supreme Headquarters Allied Expeditionary Force (SHAEF) in London abgeordnet, wo er an den Planungen zur Operation Overlord beteiligt war, der alliierten Landung in der Normandie.

### Nachkriegszeit
Zwei Monate nach Kriegsende wurde Sibley im Oktober 1945 zum Mitglied des Generalstabes im Kriegsministerium der Vereinigten Staaten (US Department of War) ernannt und kehrte in die USA zurück, wo er Assistent des Stellvertreters und G 4 des kommissarischen Chef des Generalstabes in Washington, D.C. wurde. 1946 fungierte er als Mitglied des Gemeinsamen Planungsausschusses für Logistik bei den Joint Chiefs of Staff (JCS) und später als Chef der Strategischen Logistikstelle beim War Department General Staff (WDGS) sowie als Chef der Heeresplanungskoordinierungsgruppe im Büro des Chefs des Generalstabes. Für seine Arbeit im Kommandoinstallationsausschuss des Kriegsministeriums wurden ihm die Eichenblätter (Oak Leaf) der Army Commendation Medal verliehen.
Auf Anweisung von Heeresminister (US Secretary of the Army) Frank Pace, Jr. gründete Sibley 1950 den Beirat für Heerespolitik (Army Policy Council) und fungierte in den nächsten 2½ Jahren als deren Militärischer Sekretär. Während dieser Zeit war er zugleich Sonderassistent des Unterstaatssekretärs für politisch-militärische Angelegenheiten im Heeresministerium. 1952 ging er dann nach Paris und wurde Chef der Logistikplanungsstelle im Supreme Headquarters Allied Powers Europe (SHAPE). Während der nächsten drei Jahre besuchte er in dieser Verwendung acht von 15 Mitgliedsländer der NATO und bereitete dort Planungen für die logistische Unterstützung der die dem damaligen Supreme Allied Commander Europe (SACEUR), Matthew B. Ridgway und dann Alfred M. Gruenther, unterstellten Truppenverbände vor.
1955 kehrte Sibley in die USA zurück und wurde Direktor der Abteilung für Ausbildungsentwicklung der Fakultät am National War College (NWC) in Fort Lesley J. McNair in Washington, D.C., und diente während dieser zeitgleich als Chef des Stabes der US-Delegation bei Verhandlungen mit der Bundesrepublik Deutschland in Bonn sowie der US-Delegation bei den Verhandlungen über die Stützpunkte auf den Philippinen in Manila. Im April 1957 wurde er zum Brigadegeneral befördert und Chefingenieur des Heeresingenieurdivision in Neuengland. 1957 wurde ihm die Medaille zum 75-jährigen Jubiläum der American Society of Mechanical Engineers (ASME) verliehen.

### Aufstieg zum Generalmajor und Ruhestand
Im August 1960 folgte eine Verwendung in Vietnam als stellvertretender Chef für Logistik und Verwaltung der dortigen Beratungsgruppe für militärische Assistenz MAAG (Military Assistance Advisory Group). Zur Wahrnehmung dieser Funktion absolvierte er im September 1960 einen Orientierungskurs am Institut für militärische Assistenz in Washington, D.C.
Im Oktober 1961 kehrte er erneut in die USA zurück und wurde zum Generalmajor befördert sowie zum stellvertretenden Chef des US Army Corps of Engineers für militärische Operationen ernannt. Danach wurde er 1962 Kommandierender General des Heeresmobilitätskommandos (US Army Mobility Command) in St. Louis sowie 1964 stellvertretender Chef des Stabes für Logistik des US European Command (USEUCOM), ehe er zwischen 1966 und 1967 Kommandierender General des XI. US-Heereskorps war. Zuletzt wurde er 1967 stellvertretender Kommandierender General der 5. US-Armee und trat dann 1968 in den Ruhestand.
Für seine Verdienste wurde er mehrfach ausgezeichnet und erhielt unter anderem die Legion of Merit, den Bronze Star, Army Commendation Medal, den Order of the British Empire, die Mitgliedschaft der Ehrenlegion und das Croix de guerre.

## Veröffentlichung
- The Impact of Terrain on Strategy. A Lecture devilvered at Naval War College, 9. February 1962, in: Naval War College Review, Mai 1962, S. 19–52
- The Sibley family in America, 1629–1972, Honolulu 1972